# Viseča mreža
Viseča mreža je ležišče v obliki kosa blaga ali mreže, ki se z vrvmi obesi med dve fiksni točki, na primer primerno oddaljeni drevesni debli. V sodobnem času je priljubljen pripomoček za počivanje, guganje ali spanje v naravi  – pri kampiranju, ob plaži, v gozdovih in podobno. Na trgu so tudi razna stojala, ki se lahko uporabijo za visečo mrežo, kjer ni na voljo primernih objektov za obešanje.
Zgodovina visečih mrež sega že v čase majevske civilizacije, saj so v tistem času predstavljale zaščito pred žuželkami in drugimi talnimi bitji. Prve viseče mreže so nastale in drevesnih in palmovih listov ter lubja, ki so ga spletli v mrežo. V Evropo je viseče mreže pripeljal Krištof Kolumb – najprej jih je predstavil sopotnikom na ladjah in nato Evropi. Viseče mreže, kot jih poznamo še danes, pa so se začele z razvojem v Južni Ameriki, saj so imeli primeren material za njihovo izdelavo.